# سكاي أتلانتيك
سكاي أتلانتيك (بالإنجليزية: Sky Atlantic)‏ هي قناة تلفزيونية بريطانية مدفوعة مملوكة لشركة سكاي جروب ليميتد وتبث في المملكة المتحدة وأيرلندا. القناة مخصصة في المقام الأول للبرامج المستوردة من الولايات المتحدة، وتمتلك الحقوق المحلية لبرمجة إتش بي أو حتى عام 2025 (لا يشمل خدمة ماكس الأصلية). كما أنها تبث العديد من الأعمال الدرامية البريطانية الأصلية المنتجة على قناة سكاي.

## وصلات خارجية
- الموقع الرسمي